# Al-Abiwardi
Abu Muzaffar Muhammad al-Abiwardi (Kufa, 1064 – Esfahan 1113) è stato un poeta, storico, genealogista persiano.
Abu Muzaffar Muhammad al-Abiwardi (1064-1113) era un poeta, storico e genealogista arabo. Nato a Kufa vicino Abiward nel Khorasan, era un discendente diretto del califfo omayyade Muawiya II. In gioventù si trasferì a Baghdad, dove si pose al servizio di uno dei figli del Gran Visir selgiuchide, Nizam al-Mulk, ed ottenne il favore della corte del Califfo grazie alle sue poesie.
Fu messo a capo probabilmente dopo il 1104-5 della Biblioteca di Nizamiyya. Diventò successivamente wali al-ashraf (protettore degli Sharīf ) a Esfahan, dove tuttavia cadde in disgrazia presso il Sultano Maometto, che lo fece avvelenare. Il diwan di al-Abiwardi è diviso tra composizioni di genere pastorale e composizioni riguardanti i califfi al-Muqtadi e al-Mustazhir.
Dopo l'Assedio di Gerusalemme del 1099 al-Abiwardi scrisse diverse poesie sull'argomento.